# کناربل (چیلدیر)
کناربل (به ترکی استانبولی: Kenarbel) یک روستا در ترکیه است که در چیلدیر واقع شده‌است.